# Pierre Moulu
Pierre Moulu (né v. 1480-1490 et mort vers 1550) est un compositeur franco-flamand.

## Vie
On sait peu de chose de sa vie, mais des preuves internes à ses compositions indiquent qu'il exerçait probablement à la chapelle royale à Paris pendant les deux premières décennies du XVIe siècle au moins, et qu'il était également associé à la cathédrale de Meaux, à l'est de Paris. Il composa de la musique pour des cérémonies, par exemple une déploration sur la mort d'Anne de Bretagne (Fiere attropos mauldicte et inhumaine), décédée en 1514. Il composa également un motet répertoriant tous les compositeurs qu'il considérait comme les plus célèbres de France, classés par ordre chronologique, comprenant entre autres Agricola, Busnois, Compère, Dufay, de La Rue, Obrecht, Brumel, les frères Févin, Isaac, Mouton, Ninot le Petit et enfin Josquin.

## Musique
La musique de Pierre Moulu, conservatrice, était clairement influencée par Josquin des Prés et, bien que Pierre Ronsard ait écrit que Moulu ait étudié avec Josquin, aucune preuve documentaire ne permet de corroborer cette affirmation. Le motet Anxiatus est in me spiritus meus qui déplore la mort de la reine Anne est inspiré d'une composition similaire et beaucoup plus célèbre de Josquin pour la mort de Ockeghem, La déploration de Johan Ockeghem. L'imitation et la polyphonie sont omniprésents dans sa musique, avec des voix parfaitement égales, procédé qui prévaut dans la génération qui succède à Josquin. Ses chansons puisent souvent dans le répertoire populaire.
De la musique de Moulu ont survécu cinq messes, la plus célèbre étant Alma Redemptoris Mater, un hymne marial, qui peut être chanté de deux manières différentes : telle quelle, ou en omettant à toutes les voix les silences supérieurs à la minime. La messe Paranymphus est basée sur un motet de Loyset Compère. Outre des messes, Moulu a écrit des motets et des chansons, certains étant d'une paternité douteuse : Mouton et Josquin sont également proposés comme compositeurs pour plusieurs de ces œuvres.

## Messes
- Missa Alma Redemptoris mater, 5vv[1]
- Missa Missus est Gabriel angelus (basé sur le motet de Josquin des Prés), 4vv
- Missa Mittit ad virginem, 4vv
- Missa Paranymphus (basé sur le motet de Loyset Compère), 4vv
- Missa Stephane gloriose, 4vv

## Motets
- Adest nobis dies laetitiae, 4vv;
- Alleluia, Regem ascendentem, 4vv;
- Domine Dominus noster, 4vv; (par Jean Mouton ?)
- Fiere attropos, 5vv;
- Induta est caro mea, 4vv;
- In hoc ego sperabo, 3vv;
- In illo tempore, 4vv; (probablement par Jean Mouton)
- In omni tribulatione, 4vv; (par Jean Mouton ?)
- In pace, 5vv;
- Mater floreat florescat, 4vv;
- Ne projicias, 6vv;
- Oculi omnium, 3vv;
- O dulcis amica Dei, 5vv;
- Oremus pro conctis, 4vv;
- Quam dilecta, 3vv;
- Quam pulchra es 4vv; (par Jean Mouton ?)
- Regina caeli, 4vv;
- Salve Barbara martyr, 7vv;
- Salve regina Barbara, 4vv;
- Sancta Maria, Dei mater, 4vv;
- Saule, Saule, quid me persequeris, 4vv; (par Jean le Brung)
- Sicut malus, 3vv;
- Tu licet (comme le Crucifixus de la messe Alma Redemptoris mater), 2vv;
- Virgo carens criminibus, 4vv; (par Andreas de Silva ?)
- Vivo ego, 3vv;
- Vulnerasti cor meum, 5vv.

## Chansons
- Amy souffrez, 3vv; (par Heinrich Isaac ?)
- Au bois, au bois, madame, 4vv;
- En despit des faux mesdisans, 6vv;
- Et dout venès vous, 3vv;
- Hellas, hellas madame, 4vv;
- J'ay mis mon cueur, 7vv; (probablement par Descaudain)
- La rousée de moys de may, 6vv; (par Jean Mouton ?)
- N'aymés jamais ces gens, 3vv;
- Voicy le may, 4vv.

### Mémoires de doctorat
- (en) J.G. Chapman, The Works of Pierre Moulu : a Stylistic Analysis, New York University, 1964
- (en) Jan Jaap Zwitser, De Missa Paranymphus, een onbekende mis van Pierre Moulu?, Universiteit Utrecht, 2002

### Livres et articles
- (en) Gustave Reese, Music in the Renaissance, New York, W.W. Norton, 1954 (ISBN 0-393-09530-4)
- (en) Stanley Sadie, The New Grove Dictionary of Music and Musicians : Osaka to Player piano, Londres, Macmillan Publishers, 1980, 864 p. (ISBN 1-56159-174-2)
- (en) Marc Vignal, Dictionnaire de la musique, Londres, Macmillan Publishers, 1999 (ISBN 1-56159-174-2, lire en ligne), p. 571